# جوآن مک کراکن
جوان هیوم مک کراکن (۳۱ دسامبر ۱۹۱۷ – ۱ نوامبر ۱۹۶۱) یک رقصنده و بازیگر آمریکایی بود که با بازی در نقش سیلوی ("دختری که به زمین می‌افتد") در تئاتر موزیکال اوکلاهما! که سال ۱۹۴۳ اجرا می‌شد مشهور شد. او در فیلادلفیا، پنسیلوانیا متولد شد.